# Piemonte Volley 2011-2012
Questa voce raccoglie le informazioni riguardanti il Piemonte Volley nelle competizioni ufficiali della stagione 2011-2012.

## Stagione
La stagione 2011-12 è per il Piemonte Volley di Cuneo, sponsorizzata dalla Bre Banca e dal gruppo Lannutti, la ventitreesima annata consecutiva nel campionato di Serie A1; sulla panchina arriva Flavio Gulinelli, che verrà sollevato dall'incarico a metà stagione a favore di Camillo Placì, allenatore in seconda. Dopo due finali scudetto consecutive la BreBanca Lannutti Cuneo si rinnova per buona parte della formazione titolare. Partono infatti Simone Parodi, Vladimir Nikolov, grandi protagonisti dello scudetto del 2010, e Alexander Volkov. Dal Brasile arriva l'opposto ex-Trento Leandro Vissotto Neves, mentre in banda si decide di puntare sul miglior giocatore del campionato francese 2010-2011, Earvin N'Gapeth.

La squadra parte molto bene in campionato, chiudendo il girone di andata terza, alle spalle di Lube Banca Marche Macerata e Itas Diatec Trentino, qualificandosi per i quarti di finale di Coppa Italia. La classifica rimarrà immutata anche al termine della stagione regolare: Cuneo si qualifica ai play off come terza classificata.

I play off presentano un'inedita formula: le prime quattro della classifica generale ospitano altrettanti concentramenti da tre squadre. Cuneo vince il proprio girone davanti a Copra Elior Piacenza, sconfitta 3-0, e Tonno Callipo Vibo Valentia, battuta 3-1. Superato agevolmente il primo turno, Cuneo viene eliminata in semifinale dalla Lube Banca Marche Macerata, che ribalta l'iniziale sconfitta in gara 1 vincendo gara 2 e gara 3.

La Coppa Italia non regala soddisfazioni a Cuneo. Nonostante il terzo posto in campionato le consenta di giocare in casa il quarto di finale, viene eliminata dal Volley Treviso, che espugna il PalaBreBanca per 3-1.

Grazie alla vittoria della Coppa Italia 2010-2011 Cuneo disputa a Cagliari la Supercoppa Italiana 2011-12, cedendo 3-1 all'Itas Diatec Trentino, campione d'Italia nella passata stagione.

La squadra, in virtù del successo in Coppa Italia, è qualificata per il secondo anno consecutivo alla Champions League. Con 4 successi e 2 sconfitte Cuneo termina primo il proprio girone, davanti ai francesi dello Stade Poitevin. L'avventura nella competizione termina nel turno successivo a eliminazione diretta, a causa della sconfitta al Golden Set nella gara di ritorno contro la Lube Banca Marche Macerata.

## Organigramma societario
Area direttiva
- Presidente: Valter Lannutti
- Amministratore delegato: Pasquale Landolfo
- General manager: Marco Pistolesi

Area organizzativa
- Segretario generale: Giusy Bertolotto

Area comunicazione
- Relazioni esterne: Bruno Lubatti
- Ufficio stampa: Giusy Bertolotto

Area tecnica
- Allenatore: Flavio Gulinelli, da gennaio Camillo Placì
- Allenatore in seconda: Camillo Placì, da gennaio Alessandro Piroli
- Responsabile settore giovanile: Daniele Vergnaghi
- Preparatore atletico: Danilo Bramard
- Scout-man: Giorgio Poetto

Area sanitaria
- Medici sociali: Stefano Carando, Guido Enrici
- Fisioterapisti: Francesco Zito, Gabriele Giorgis

## Rosa
| N. | Giocatore              | Ruolo | Data di nascita  | Nazionalità sportiva |
| -- | ---------------------- | ----- | ---------------- | -------------------- |
| 1  | Luigi Mastrangelo      | C     | 17 agosto 1975   | Italia               |
| 2  | Hubert Henno           | L     | 6 ottobre 1976   | Francia              |
| 4  | Earvin N'Gapeth        | S     | 12 febbraio 1991 | Francia              |
| 5  | Francesco Fortunato    | C     | 23 luglio 1977   | Italia               |
| 6  | Toon van Lankvelt      | S     | 7 gennaio 1984   | Canada               |
| 7  | Wout Wijsmans          | S     | 17 luglio 1977   | Italia               |
| 8  | Leandro Vissotto Neves | S/O   | 30 aprile 1983   | Brasile              |
| 9  | Nikola Grbić           | P     | 6 settembre 1973 | Serbia               |
| 10 | José Miguel Cáceres    | S/O   | 24 dicembre 1981 | Rep. Dominicana      |
| 11 | Jakub Veselý           | C     | 2 settembre 1986 | Rep. Ceca            |
| 12 | Giuseppe Patriarca     | S     | 23 marzo 1977    | Italia               |
| 13 | Andrea Rossi           | C     | 14 febbraio 1989 | Italia               |
| 15 | Francesco Pieri        | S/L   | 30 marzo 1982    | Italia               |
| 16 | Michele Baranowicz     | P     | 5 agosto 1989    | Italia               |

## Mercato
| Acquisti | Acquisti            | Acquisti          | Acquisti      |
| R.       | Nome                | da                | Modalità      |
| -------- | ------------------- | ----------------- | ------------- |
| P        | Michele Baranowicz  | Asseco Resovia    | Fine prestito |
| O        | José Miguel Cáceres | Teruel            | Definitivo    |
| S        | Earvin N'Gapeth     | Tours             | Definitivo    |
| S/L      | Francesco Pieri     | Top Volley Latina | Definitivo    |
| C        | Andrea Rossi        | Città di Castello | Fine prestito |
| S        | Toon van Lankvelt   | Asse-Lennik       | Definitivo    |
| C        | Jakub Veselý        | Arago de Sète     | Definitivo    |
| O        | Leandro Vissotto    | GRER              | Definitivo    |

| Cessioni | Cessioni          | Cessioni           | Cessioni   |
| R.       | Nome              | a                  | Modalità   |
| -------- | ----------------- | ------------------ | ---------- |
| P        | Bertrand Carletti | Modena             | Definitivo |
| S        | Francesco Dutto   | Corigliano Volley  | Definitivo |
| S        | Danijel Galić     | Corigliano Volley  | Definitivo |
| S/L      | Samuele Montagna  | Fossano (serie B2) | Definitivo |
| O        | Vladimir Nikolov  | Piacenza           | Definitivo |
| S        | Simone Parodi     | Lube               | Definitivo |
| S/O      | Jānis Pēda        | Loreto             | Definitivo |
| C        | Aleksandr Volkov  | Zenit-Kazan        | Definitivo |

## Risultati

### Serie A1

#### Girone d'andata
| 1ª giornata - 25 settembre 2011 PalaBreBanca, Cuneo             | Piemonte   | 3 - 1 | BluVolley Verona   | 25-22, 26-24, 25-23               |
| 2ª giornata - 2 ottobre 2011 PalaValentia, Vibo Valentia        | Callipo    | 2 - 3 | Piemonte           | 26-24, 25-27, 25-19, 23-25, 11-15 |
| 3ª giornata - 9 ottobre 2011 PalaBreBanca, Cuneo                | Piemonte   | 3 - 1 | M. Roma            | 25-20, 25-19, 25-22               |
| 4ª giornata - 15 ottobre 2011 PalaBreBanca, Cuneo               | Piemonte   | 3 - 2 | Top Volley Latina  | 24-26, 25-23, 24-26, 25-23, 15-10 |
| 5ª giornata - 23 ottobre 2011 Palasport Fontescodella, Macerata | Lube       | 3 - 2 | Piemonte           | 20-25, 25-23, 22-25, 25-20, 15-13 |
| 6ª giornata - 29 ottobre 2011 PalaBreBanca, Cuneo               | Piemonte   | 3 - 1 | Robur Angelo Costa | 25-21, 28-26, 25-12               |
| 7ª giornata - 5 novembre 2011 PalaKemon, San Giustino           | Altotevere | 1 - 3 | Piemonte           | 20-25, 17-25, 25-19, 18-25        |
| 8ª giornata - 8 dicembre 2011 PalaBreBanca, Cuneo               | Piemonte   | 3 - 1 | Treviso            | 25-12, 20-25, 25-18, 25-18        |
| 9ª giornata - 11 dicembre 2011 PalaFabris, Padova               | Padova     | 2 - 3 | Piemonte           | 25-19, 23-25, 25-18, 24-26, 9-15  |
| 10ª giornata - 18 dicembre 2011 PalaTrento, Trento              | Trentino   | 3 - 2 | Piemonte           | 25-20, 25-19, 22-25, 33-35, 15-11 |
| 11ª giornata - 26 dicembre 2011 PalaBreBanca, Cuneo             | Piemonte   | 3 - 1 | Gabeca             | 25-15, 25-18, 25-16               |
| 12ª giornata - 29 dicembre 2011 PalaBanca, Piacenza             | Piacenza   | 1 - 3 | Piemonte           | 25-21, 15-25, 23-25, 17-25        |
| 13ª giornata - 5 gennaio 2012 PalaBreBanca, Cuneo               | Piemonte   | 3 - 2 | Modena             | 22-25, 16-25, 25-22, 25-18, 15-13 |

#### Girone di ritorno
| 1ª giornata - 8 gennaio 2012 PalaOlimpia, Verona                   | BluVolley Verona   | 3 - 2 | Piemonte   | 25-20, 22-25, 26-28, 25-19, 15-9  |
| 2ª giornata - 15 gennaio 2012 PalaBreBanca, Cuneo                  | Piemonte           | 3 - 1 | Callipo    | 17-25, 25-20, 26-24, 25-15        |
| 3ª giornata - 22 gennaio 2012 Palazzetto dello Sport, Roma         | M. Roma            | 3 - 2 | Piemonte   | 25-19, 20-25, 21-25, 25-22, 15-12 |
| 4ª giornata - 29 gennaio 2012 PalaBianchini, Latina                | Top Volley Latina  | 3 - 2 | Piemonte   | 25-19, 23-25, 22-25, 25-18, 15-8  |
| 5ª giornata - 5 febbraio 2012 PalaBreBanca, Cuneo                  | Piemonte           | 3 - 2 | Lube       | 19-25, 15-25, 25-17, 25-15, 15-13 |
| 6ª giornata - 29 febbraio 2012 PalaDeAndré, Ravenna                | Robur Angelo Costa | 0 - 3 | Piemonte   | 23-25, 24-26, 23-25               |
| 7ª giornata - 26 febbraio 2012 PalaBreBanca, Cuneo                 | Piemonte           | 3 - 1 | Altotevere | 23-25, 25-22, 25-23, 25-18        |
| 8ª giornata - 4 marzo 2012 Spes Arena, Belluno                     | Treviso            | 3 - 1 | Piemonte   | 23-25, 25-20, 25-16, 25-20        |
| 9ª giornata - 7 marzo 2012 PalaBreBanca, Cuneo                     | Piemonte           | 3 - 1 | Padova     | 25-14, 25-19, 25-19               |
| 10ª giornata - 11 marzo 2012 PalaBreBanca, Cuneo                   | Piemonte           | 2 - 3 | Trentino   | 25-22, 23-25, 28-30, 25-22, 10-15 |
| 11ª giornata - 18 marzo 2012 Palazzetto dello Sport (Monza), Monza | Gabeca             | 0 - 3 | Piemonte   | 22-25, 22-25, 21-25               |
| 12ª giornata - 21 marzo 2012 PalaBreBanca, Cuneo                   | Piemonte           | 2 - 3 | Piacenza   | 25-20, 34-32, 23-25, 15-25, 15-17 |
| 13ª giornata - 1º aprile 2012 PalaPanini, Modena                   | Modena             | 0 - 3 | Piemonte   | 22-25, 14-25, 21-25               |

#### Play-off scudetto
| Girone C (1ª giornata) - 7 aprile 2012 PalaBreBanca, Cuneo | Piemonte | 3 - 1 | Callipo  | 21-25, 25-21, 29-27, 28-26        |
| Girone C (3ª giornata) - 9 aprile 2012 PalaBreBanca, Cuneo | Piemonte | 3 - 1 | Piacenza | 26-24, 32-30, 28-26               |
| Semifinali (gara 1) - 12 aprile 2012 PalaBaldinelli, Osimo | Lube     | 1 - 3 | Piemonte | 25-23, 22-25, 13-25, 18-25        |
| Semifinali (gara 2) - 15 aprile 2012 PalaBreBanca, Cuneo   | Piemonte | 2 - 3 | Lube     | 25-19, 23-25, 25-18, 22-25, 13-15 |
| Semifinali (gara 3) - 18 aprile 2012 PalaBaldinelli, Osimo | Lube     | 3 - 0 | Piemonte | 25-20, 25-17, 26-24               |

### Coppa Italia

#### Fase a eliminazione diretta
| Quarti di finale - 25 gennaio 2012 PalaBreBanca, Cuneo | Piemonte | 1 - 3 | Treviso | 22-25, 25-21, 16-25, 22-25 |

### Champions League

#### Fase a gironi
| 1ª giornata - 19 ottobre 2011 Generali Sportarena, Unterhaching     | Unterhaching     | 0 - 3 | Piemonte         | 25-16, 16-25, 23-25, 23-25 |
| 2ª giornata - 26 ottobre 2011 PalaBreBanca, Cuneo                   | Piemonte         | 0 - 3 | České Budějovice | 28-30, 20-25, 23-25        |
| 3ª giornata - 13 dicembre 2011 Salle Frédéric Lawson-Body, Poitiers | Stade Poitevin   | 0 - 3 | Piemonte         | 19-25, 15-25, 17-25        |
| 4ª giornata - 21 dicembre 2011 PalaBreBanca, Cuneo                  | Piemonte         | 3 - 1 | Stade Poitevin   | 25-18, 28-26, 25-18        |
| 5ª giornata - 11 gennaio 2012 Sportovni Hala, České Budějovice      | České Budějovice | 0 - 3 | Piemonte         | 18-25, 22-25, 21-25        |
| 6ª giornata - 18 gennaio 2012 PalaBreBanca, Cuneo                   | Piemonte         | 0 - 3 | Unterhaching     | 24-26, 13-25, 26-28        |

#### Fase a eliminazione diretta
| Play-off 12 - 1º febbraio 2012 Palasport Fontescodella, Macerata | Lube     | 0 - 3 | Piemonte | 20-25, 24-26, 22-25                                 |
| Play-off 12 - 8 febbraio 2012 PalaBreBanca, Cuneo                | Piemonte | 2 - 3 | Lube     | 22-25, 25-20, 25-21, 24-26, 14-16 Golden Set: 14-16 |

### Supercoppa italiana
| Finale - 1º novembre 2011 PalaRockefeller, Cagliari | Trentino | 3 - 1 | Piemonte | 25-22, 25-20, 18-25, 25-20 |

## Statistiche

### Statistiche di squadra
| Competizione        | Punti | In casa | In casa | In casa | In trasferta | In trasferta | In trasferta | Totale | Totale | Totale |
| Competizione        | Punti | G       | V       | P       | G            | V            | P            | G      | V      | P      |
| ------------------- | ----- | ------- | ------- | ------- | ------------ | ------------ | ------------ | ------ | ------ | ------ |
| Serie A1            | 56    | 13      | 11      | 2       | 13           | 7            | 6            | 26     | 18     | 8      |
| Coppa Italia        | -     | 1       | 0       | 1       | 0            | 0            | 0            | 1      | 0      | 1      |
| Champions League    | 12    | 4       | 1       | 3       | 4            | 4            | 0            | 8      | 5      | 4      |
| Supercoppa Italiana | 0     | 0       | 0       | 0       | 0            | 0            | 0            | 1      | 0      | 1      |

G = partite giocate; V = partite vinte; P = partite perse

### Statistiche dei giocatori
| Giocatore       | Serie A1 | Serie A1 | Serie A1 | Serie A1 | Serie A1 | Coppa Italia | Coppa Italia | Coppa Italia | Coppa Italia | Coppa Italia | Champions League | Champions League | Champions League | Champions League | Champions League | Supercoppa Italiana | Supercoppa Italiana | Supercoppa Italiana | Supercoppa Italiana | Supercoppa Italiana | Totale | Totale | Totale | Totale | Totale |
| Giocatore       | P        | PT       | AV       | MV       | BV       | P            | PT           | AV           | MV           | BV           | P                | PT               | AV               | MV               | BV               | P                   | PT                  | AV                  | MV                  | BV                  | P      | PT     | AV     | MV     | BV     |
| --------------- | -------- | -------- | -------- | -------- | -------- | ------------ | ------------ | ------------ | ------------ | ------------ | ---------------- | ---------------- | ---------------- | ---------------- | ---------------- | ------------------- | ------------------- | ------------------- | ------------------- | ------------------- | ------ | ------ | ------ | ------ | ------ |
| M. Baranowicz   | 20       | 10       | 3        | 3        | 4        | 1            | 3            | 1            | 1            | 1            | 6                | 7                | 4                | 2                | 1                | 0                   | 0                   | 0                   | 0                   | 0                   | 27     | 20     | 8      | 6      | 6      |
| J. M. Cáceres   | 23       | 99       | 79       | 16       | 4        | 1            | 5            | 4            | 1            | 0            | 6                | 38               | 32               | 2                | 4                | 0                   | 0                   | 0                   | 0                   | 0                   | 30     | 142    | 115    | 19     | 8      |
| F. Fortunato    | 31       | 153      | 95       | 56       | 2        | 1            | 5            | 5            | 0            | 0            | 5                | 15               | 8                | 7                | 0                | 1                   | 3                   | 1                   | 2                   | 0                   | 38     | 176    | 109    | 65     | 2      |
| N. Grbić        | 29       | 105      | 44       | 42       | 19       | -            | -            | -            | -            | -            | 6                | 14               | 5                | 6                | 3                | 1                   | 8                   | 2                   | 1                   | 5                   | 36     | 127    | 51     | 49     | 27     |
| H. Henno        | 31       | -        | -        | -        | -        | 1            | -            | -            | -            | -            | 7                | -                | -                | -                | -                | 1                   | -                   | -                   | -                   | -                   | 40     | -      | -      | -      | -      |
| L. Mastrangelo  | 27       | 207      | 112      | 83       | 12       | 1            | 8            | 5            | 2            | 1            | 7                | 40               | 16               | 22               | 2                | 1                   | 10                  | 8                   | 2                   | -                   | 36     | 265    | 141    | 109    | 15     |
| E. Ngapeth      | 30       | 406      | 348      | 29       | 30       | 1            | 17           | 14           | 0            | 3            | 8                | 79               | 64               | 9                | 6                | 1                   | 5                   | 5                   | -                   | -                   | 40     | 507    | 431    | 38     | 39     |
| G. Patriarca    | 24       | 45       | 42       | 3        | 0        | 1            | 1            | 1            | 0            | 0            | 4                | 12               | 9                | 3                | 0                | 1                   | 5                   | 2                   | 3                   | 0                   | 30     | 63     | 54     | 9      | 0      |
| F. Pieri        | 9        | -        | -        | -        | -        | 0            | -            | -            | -            | -            | 2                | -                | -                | -                | -                | 0                   | -                   | -                   | -                   | -                   | 11     | -      | -      | -      | -      |
| A. Rossi        | 13       | 43       | 30       | 13       | 0        | 0            | 0            | 0            | 0            | 0            | 1                | 6                | 5                | 1                | 0                | 1                   | 0                   | 0                   | 0                   | 0                   | 15     | 49     | 35     | 14     | 0      |
| T. van Lankvelt | 5        | 9        | 5        | 4        | 0        | 1            | 0            | 0            | 0            | 0            | 1                | 9                | 8                | 1                | 0                | 0                   | 0                   | 0                   | 0                   | 0                   | 7      | 18     | 13     | 5      | 0      |
| J. Vesely       | 3        | 18       | 13       | 3        | 2        | -            | -            | -            | -            | -            | 6                | 28               | 16               | 9                | 3                | -                   | -                   | -                   | -                   | -                   | 9      | 46     | 29     | 12     | 5      |
| L. Vissotto     | 31       | 530      | 433      | 47       | 50       | 1            | 14           | 12           | 0            | 2            | 8                | 83               | 74               | 7                | 2                | 1                   | 28                  | 17                  | 6                   | 5                   | 41     | 655    | 536    | 60     | 59     |
| W. Wijsmans     | 30       | 393      | 321      | 36       | 36       | 1            | 12           | 10           | 2            | 0            | 7                | 88               | 69               | 11               | 8                | 1                   | 12                  | 10                  | 1                   | 1                   | 39     | 505    | 410    | 50     | 45     |

P = presenze; PT = punti totali; AV = attacchi vincenti; MV = muri vincenti; BV = battute vincenti